# 惠英紅
惠英紅，BBS（1960年2月2日—），香港女演員。已故香港武打演員惠天賜的妹妹，曾為香港电视廣播有限公司及香港电视網絡合約女艺員，現為英皇電影旗下合約藝人。曾憑電影《長輩》、《心魔》及《幸運是我》三度奪得香港電影金像獎「最佳女主角」，以及憑《殭屍》及《翠絲》兩度奪得香港電影金像獎「最佳女配角」，亦曾以《血觀音》獲頒第54屆金馬獎「最佳女主角」的殊榮。

## 簡介

### 早年經歷
祖籍為滿洲正黃旗人，滿姓為葉赫那拉氏，惠氏家族本是山东诸城大戶人家，惠英红家在国共内战期间被清算，祖母更被活活打死，于是惠英红父亲1950年代帶妻兒逃難到香港，1960年，惠英紅出生於香港，惠英红家中本有兄弟姊妹八人，因家貧所以較年長的兄姐們都被賣掉了學京戲，當中包括後來亦成為演員的「四哥」惠天賜。
惠英紅4歲就到灣仔駱克道一帶叫賣養家，家人聚少離多，感情淡薄。12歲開始惠英紅上午上學，下午到美麗華夜總會做華夏舞藝員。

### 演艺生涯
惠英紅14歲時於一個試鏡會上獲得著名導演張徹賞識，成為邵氏基本演员，月薪500元，其後亦成為張徹唯一的乾女兒。1977年，第一部電影已擔演《射雕英雄傳》的第二女主角穆念慈。1979年開始惠英红得到劉家良提拔，憑矯健身手演出一系列動作片在銀幕變紅，她的剛強的打女形象深入民心。
1982年惠英红憑電影《長輩》奪得首届香港電影金像獎「最佳女主角」，紅極一時。而她亦成為了金像獎史上惟一一位憑武打片榮獲影后殊榮的演員。
1988年，惠英紅為留倩影自資遠赴巴黎拍攝全裸寫真，但卻受到很多批評，從此事業陷入低潮。一直擔任女主角的惠英紅直到40歲開始被派去演配角和次要角色。她不能接受韶華漸去而患上抑鬱症，絕跡銀幕多年。

### 復出娛樂圈
幸好得家人及好友的開解和支持，惠英紅終于能夠成功地克服心魔，并于2005年宣布再度復出香港娛樂圈。除參演電影外，她亦加入香港無綫電視（TVB），其後參演過多部膾炙人口的電視劇。
2009年，惠英紅憑《巾幗梟雄》劉芳（三奶奶）一角獲提名2009年萬千星輝頒獎典禮「最佳女配角」，並成為熱門人選之一。同年惠英紅憑電影《心魔》中一個佔有慾極強的母親角色，奪得第46屆金馬獎「最佳女配角」。2010年惠英紅再憑該片先後贏得第16届香港電影評論學會大獎「最佳女演員」、第4屆亞洲電影大獎「最佳女配角」、第29屆香港電影金像獎「最佳女主角」 、第10屆華語電影傳媒大獎「最佳女主角」、第10屆中國長春電影節「最佳女主角」 、俄羅斯海參崴國際電影節「最佳女主角」及優質華語電影大獎「最佳女主角」，共奪得八項大獎。
早年成名的惠英紅自言首獲影后之時太年輕，不能了解獎項對演員的意義。經過事業起伏後，事隔28年再奪金像影后，這個獎座彌足珍貴。
2010年，惠英紅演出的TVB電視劇包括：《鐵馬尋橋》及《巾幗梟雄之義海豪情》，其精湛演技深受觀眾一致的肯定和認同，因此不少劇迷認為她能夠問鼎2010年萬千星輝頒獎典禮「最佳女配角」奬項。最终她憑藉《鐵馬尋橋》獲得提名，旋即成為大熱門，並入圍最後五強，惜最終竟敗給陳法拉，赛果被電視觀眾大罵造馬，自此她暫停為TVB拍電視劇長達8年。
2012年，惠英紅正式轉投英皇電影，成為旗下合約女藝人。
2013年，惠英紅與王維基旗下的香港電視網絡（HKTV）簽下一年劇集合約，首部作品为《我阿媽係黑玫瑰》，並於劇中首度擔任第一女主角。同年，她更憑藉《結婚那件事》獲得第一届金箏獎最佳女配角。
2014年4月13日，惠英紅憑藉《殭屍》一片，榮獲第33屆香港電影金像獎最佳女配角獎項，她更藉着此次機會，感謝同業与家人的支持。
2015年，惠英紅憑藉電影《那夜凌晨，我坐上了旺角開往大埔的紅van》榮獲提名第34屆香港電影金像獎最佳女配角。同年首度擔任第一女主角的港劇《我阿媽係黑玫瑰》於HKTV網上首播，並憑該劇入圍第一屆高登艾美獎最佳女主角、HKTV Fans Club投票活動最佳女主角（入圍最後六強）等獎項，此為她首次獲得視后的提名獎項。
在2016年电影《幸运是我》中她饰演一位患上老年痴呆症的母亲，赢得第三座香港電影金像獎最佳女主角奖。
2017年，惠英紅宣佈電影《Mrs.K》是她告別動作片之作。於電影一同演出的任達華接受訪問時透露，惠英紅對該片非常認真，為了演出該片，事前操練了3個月，練得一身鋼條身形、6塊腹肌。更於拍攝電影及硬照期間，左腳韌帶和肌肉撕裂，故拍翻筋斗動作時，聽到「啪」一聲即叫停，不敢再拍下去，怕左腳傷患更嚴重。事後，花了不少金錢和時間接受物理治療、針灸等才慢慢康復過來。同年10月，演出楊雅喆導演作品《血觀音》，並且首度入圍金馬獎最佳女主角獎。
2017年11月，惠英紅憑《幸運是我》奪得巴塞隆拿亞洲電影節最佳女演員獎，為她的演技給了一個國際性的肯定。
2017年11月25日，惠英紅憑《血觀音》奪得第54屆金馬獎『最佳女主角獎』，評審團稱讚惠英紅在《血觀音》中把氣場強大、城府深沉並利用女兒的母親角色演繹的出色，演技可看見功夫並充滿新意。
2018年，惠英紅以自由身身份重返無綫電視拍攝電視劇《鐵探》，她表示劇組知道自己有早睡的習慣，因此會遷就自己。而且亦指新劇中會有動作戲份。同年7月，惠英紅獲香港政府頒發銅紫荊星章，並表揚其演藝事業之出眾成就及促進香港電影業發展付出的努力。
2018年，惠英紅在接受訪問時表示希望將來有機會開畫展，不為賺錢，籌款也可以。並表示自己不是畫兩幅畫就去擺畫展的人，從來不做沒把握的事情。
2018年9月，惠英紅在接受訪問時表示現在自己也有突然害怕的時候，會問自己怕甚麼，找到源頭去面對，而放不下過去，反而會錯失前路沿途的風景。
2019年，惠英紅在無綫劇集《鐵探》飾演總警司萬晞華（Madam Man），她表示每場對白都幾頁紙長，難度甚高。「一係就訓示人，一係就針對人，一係就尖酸刻薄，很多用字是警隊部門名稱，大量英文簡稱，ACP、APC，記都記到頭暈，五、六張紙是等閒事。」此劇播出後，其演技再度備受觀眾讚賞，並憑此劇在萬千星輝頒獎典禮2019奪得「最佳女主角」獎，成為香港視后。
2019年11月23日，即2019年香港區議會選舉前一日，中華人民共和國外交部駐香港特別行政區特派員公署Facebook專頁上載了一條由40多位藝人拍攝的片段，內容主要目的是呼籲用選票向暴力說不。惠英紅為其中一員。
2020年，惠英紅再度重返無綫電視，拍攝時裝懸疑劇《刑偵日記》。此劇在2021年播出，她在劇中飾演患有精神分裂的楊碧芯（芯姐）。
2025年4月27日，惠英红凭借电影《我爱你！》的演技表现获得第20届华表奖优秀女演员奖，成为首位获得华表奖的香港演员。

## 個人生活
惠英紅先後經歷過多段的愛情長跑，年輕時本來有一位要好的男友，可惜對方不能接受她的全裸寫真而分手。
近年，惠英紅連年受喪親打擊，2012年，與她感情要好的四哥惠天賜在北京猝死讓她情緒幾陷崩潰。2016年12月，患多年認知障礙症的母親亦逝世，對她都造成沉痛打擊。
惠英紅：「沒所謂，感情對我不重要，有是bonus，工作才最重要，代表存在價值、實質生活保障，我不想日日望着塊鏡，回看自己以前幾『兜踎』，感情不會令我有安全感，但可以令我感覺正常，人有我有，一個正常女人結婚生子，我沒有，就當我是個不正常的女人算吧。」

## 演出作品

### 電影
| 年份   | 片名                                  | 角色                    |
| ------ | ------------------------------------- | ----------------------- |
| 1977年 | 射雕英雄傳                            | 穆念慈                  |
| 1977年 | 金玉良缘红楼梦                        | 麝月                    |
| 1977年 | 唐人街小子                            |                         |
| 1978年 | 射雕英雄傳續集                        | 穆念慈                  |
| 1978年 | 十字鎖喉扣                            |                         |
| 1978年 | 南少林與北少林                        | 秀燕                    |
| 1978年 | 倚天屠龍記大結局                      | 輝月使                  |
| 1978年 | 陸小鳳傳奇之綉花大盜                  | 紅鞋子成員              |
| 1979年 | 鬼叫春                                |                         |
| 1979年 | 軍閥趣史                              |                         |
| 1979年 | 生死門                                |                         |
| 1979年 | 乾隆下揚州                            | 大鳳                    |
| 1979年 | 風流斷劍小小刀                        |                         |
| 1979年 | 爛頭何                                |                         |
| 1979年 | 痲瘋怪拳                              |                         |
| 1979年 | 瘋猴                                  |                         |
| 1980年 | 洪文定三破白蓮教                      |                         |
| 1980年 | 乾隆皇與三姑娘                        | 利波兒／小利波          |
| 1980年 | 少林搭棚大師                          |                         |
| 1980年 | 情俠追風劍                            |                         |
| 1981年 | 長輩                                  | 程帶男                  |
| 1981年 | 魔劍俠情                              | 孫小紅                  |
| 1981年 | 徐老虎與白寡婦                        | 金妹                    |
| 1981年 | 武館                                  |                         |
| 1982年 | 十八般武藝                            |                         |
| 1982年 | 神經大俠                              |                         |
| 1982年 | 八十二家房客                          |                         |
| 1982年 | 如來神掌                              |                         |
| 1982年 | 御貓三戲錦毛鼠                        |                         |
| 1982年 | 乾隆皇君臣鬥智                        | 義軍                    |
| 1983年 | 掌門人                                |                         |
| 1983年 | 六指琴魔                              |                         |
| 1984年 | 遊俠情                                | 李賽男                  |
| 1984年 | 城市之光                              |                         |
| 1984年 | 五郎八卦棍                            | 楊八妹                  |
| 1984年 | 新飛孤外傳                            | 袁紫衣                  |
| 1984年 | 雙龍出海                              | 阿美／元紅              |
| 1984年 | 癲鳳狂龍                              | 史太鳳                  |
| 1984年 | 三文治                                |                         |
| 1985年 | 夏日福星                              | 阿紅                    |
| 1985年 | 水兒武士                              |                         |
| 1985年 | 何必有我                              |                         |
| 1986年 | 神勇雙響炮續集                        |                         |
| 1986年 | 扭計雜牌軍                            |                         |
| 1986年 | 原振俠與衛斯理                        |                         |
| 1987年 | 開心快活人                            |                         |
| 1987年 | 胭脂扣                                |                         |
| 1987年 | 國父傳                                | 秋瑾                    |
| 1988年 | 霸王花                                | may                     |
| 1988年 | 龍之家族                              | 偉妻                    |
| 1988年 | 龍之爭霸                              |                         |
| 1989年 | 神勇飛虎霸王花                        | may                     |
| 1989年 | 孔雀王子                              |                         |
| 1990年 | 虎膽女兒紅                            |                         |
| 1990年 | 皇家賭船                              | may                     |
| 1990年 | 舞台姊妹                              | 崔燕俠                  |
| 1991年 | 91鬼整人                              | may                     |
| 1991年 | 醉侠行                                |                         |
| 1991年 | 喋血边缘                              |                         |
| 1991年 | 越青                                  |                         |
| 1992年 | 92霸王花與霸王花                      | may                     |
| 1992年 | 紋身女郎                              |                         |
| 1992年 | 天劍絕刀之獨孤九劍                    | 姑姑                    |
| 1993年 | 城市女獵人                            |                         |
| 1994年 | 廉政英雌                              | 近男                    |
| 1995年 | 龍在少林                              |                         |
| 2001年 | 幽靈人間                              | 松仔母親                |
| 2003年 | 無間道II                              | 倪永孝二家姐            |
| 2003年 | 妖夜迴廊                              | 袁森母親                |
| 2003年 | 咒樂園                                | 阿yan(陳文媛)的母親     |
| 2004年 | 江湖                                  |                         |
| 2005年 | 神經俠侶                              | 王美紅                  |
| 2005年 | 情癲大聖                              | 羅萍                    |
| 2008年 | 我的最愛                              | 鄺美寶之母              |
| 2008年 | 狼牙                                  | 老媽子／老闆娘          |
| 2009年 | 心魔                                  | 德仔母親                |
| 2010年 | 72家租客                              | 「開Phone府」（員工）   |
| 2010年 | 功夫‧詠春                             | 五枚師太／倩梅          |
| 2011年 | 倩女幽魂                              | 树妖木姬（姥姥）        |
| 2011年 | 武俠                                  | 十三娘                  |
| 2011年 | 蔡李佛拳                              |                         |
| 2011年 | 結婚那件事                            | Alison                  |
| 2011年 | Laughing Gor之潛罪犯                  | 沙普邱                  |
| 2012年 | 繡花鞋                                | 貞夫人                  |
| 2012年 | 靈異列車                              |                         |
| 2012年 | 新紅河谷                              |                         |
| 2012年 | 一步之城                              |                         |
| 2012年 | DIVA華麗之後                          | 旦姐（客串）            |
| 2012年 | 光輝歲月                              | 胡嫂                    |
| 2013年 | 冬戀望日                              |                         |
| 2013年 | 白狐                                  | 狐母                    |
| 2013年 | 殭屍                                  | 楊鳳                    |
| 2013年 | 結婚那件事之後                        | Alison                  |
| 2013年 | 控制                                  | Jen（馬克的母親）       |
| 2013年 | 午夜火車(中國大陸)                    | 謝瑤                    |
| 2014年 | 完美假妻168                           | 客串                    |
| 2014年 | 那夜凌晨，我坐上了旺角開往大埔的紅van | 穆秀英（英姐、神婆英）  |
| 2015年 | 百武禁忌                              | 恭迎春 （兼任武術指導） |
| 2015年 | 愛我就陪我看電影                      | 婉華                    |
| 2015年 | 上身                                  | 張悅（Sharon）          |
| 2016年 | 北京遇上西雅圖之不二情書              | 凌姐                    |
| 2016年 | 幸運是我                              | 芬姨                    |
| 2016年 | 荒村兇間                              | 老婆婆                  |
| 2016年 | 勇士之門                              | 山精                    |
| 2017年 | 碟仙诡谭2                             |                         |
| 2017年 | 神秘家族                              | 苗苗的媽媽              |
| 2017年 | 原諒他77次                            | 呂慧心母親(客串)        |
| 2017年 | Mrs K                                 | MRS K                   |
| 2017年 | 血觀音                                | 棠夫人                  |
| 2018年 | 兄弟班                                | 阿力母親                |
| 2018年 | 翠絲                                  | 安宜                    |
| 2019年 | 最好的我們                            | 淮媽媽                  |
| 2019年 | 綁靈                                  | 娟姐                    |
| 2019年 | 我和我的祖国                          | 蓮姐                    |
| 2020年 | 怪物先生(網絡首映)                    | 蓮花夫人                |
| 2021年 | 感動她77次                            | 呂慧心母親              |
| 2022年 | 一路瞳行                              | 甘笑紅                  |
| 2023年 | 天龙八部之乔峰传                      | 阮星竹                  |
| 2023年 | 我愛你！                              | 李慧如                  |
| 2023年 | 速戰                                  | 馬太                    |
| 2023年 | 拯救嫌疑人                            | 林淑娥                  |
| 2023年 | 瞞天過海                              | 虹姐                    |
| 2023年 | 今夜不宜飞行                          | 珍姨                    |
| 2024年 | 燦爛的她                              | 江秀枝                  |
| 2025年 | 水餃皇后                              | 红姐，                  |
| 待上映 | 瞧一橋                                | 張倩影                  |
| 待上映 | 數到三                                |                         |

### 電視劇

#### 無綫電視
| 首播   | 劇名               | 角色                 |
| ------ | ------------------ | -------------------- |
| 1982年 | 香港82             |                      |
| 1989年 | 陰陽界             |                      |
| 1993年 | 開心華之里         |                      |
| 1995年 | 包青天之雪魄梅魂   | 李瑤琴               |
| 1996年 | 西遊記             | 洪飛虎（飛虎大將軍） |
| 1997年 | 苗翠花             | 馬玉梅               |
| 1997年 | 大刺客之大唐聶隱娘 | 玉虛師太             |
| 1997年 | 保護證人組         | 李芷珊               |
| 1999年 | 創世紀             | 葉劉雪玲（Eva）      |
| 1999年 | 衝上人間           | 方月冰               |
| 2000年 | 創世紀II天地有情   | 葉劉雪玲（Eva）      |
| 2001年 | 倚天屠龍記         | 滅絕師太             |
| 2006年 | 鐵血保鏢           | 殷靜                 |
| 2007年 | 學警出更           | 黃淑賢               |
| 2007年 | 廉政行動2007       | 蔡月娥               |
| 2007年 | 鐵咀銀牙           | 潘白鳳               |
| 2008年 | 和味濃情           | 高桂                 |
| 2008年 | 法證先鋒II         | 鄭麗玲               |
| 2008年 | 搜神傳             | 草忘憂               |
| 2008年 | Click入黃金屋      | 钱素芬               |
| 2009年 | 幕後大老爺         | 程雲                 |
| 2009年 | 巾幗梟雄           | 劉芳（三奶奶）       |
| 2009年 | 碧血鹽梟           | 蔡銀花               |
| 2009年 | 宮心計             | 譚艷裳（譚司膳）     |
| 2010年 | 鐵馬尋橋           | 蔣上珠（榮太）       |
| 2010年 | 公主嫁到           | 韋貴妃               |
| 2010年 | 巾幗梟雄之義海豪情 | 楊吳麗嬋（楊師奶）   |
| 2019年 | 鐵探               | 萬晞華（Madam Man）  |
| 2021年 | 刑偵日記           | 楊碧芯（芯姐）       |

#### 香港電視
| 首播   | 劇名               | 角色               |
| ------ | ------------------ | ------------------ |
| 2015年 | 《我阿媽係黑玫瑰》 | 鍾沈法婉（黑玫瑰） |

#### 香港電台電視部
| 首播   | 劇名                         | 角色   |
| ------ | ---------------------------- | ------ |
| 1984年 | 《獅子山下：雨中花》(上)(下) | 小紅   |
| 1984年 | 《溫馨集：親情》             | 阿容   |
| 1990年 | 《雙城記：雨霖鈴》           | 童玲   |
| 1991年 | 《裁決：誰憐赤子心》         | 張太   |
| 1992年 | 《屋簷下：離合的抉擇》       | 阿英   |
| 2006年 | 《獅子山下：菊帶霜》         | 胡老師 |
| 2016年 | 《人間有情：苦瓜的味道》     | 映姐   |

#### 台灣
| 首播   | 劇名                       | 角色   |
| ------ | -------------------------- | ------ |
| 1991年 | 《歡樂英雄》               | 小千嬌 |
| 1993年 | 《戲說乾隆》乾隆捉狂記     | 邱罔市 |
| 1995年 | 《狀元花》（《笑看良緣》） | 李月娥 |

#### 大陸
| 首播   | 劇名                       | 角色           |
| ------ | -------------------------- | -------------- |
| 1999年 | 《太極宗師》               | 紅姨           |
| 2011年 | 《傾世皇妃》               | 杜飛虹（蜀后） |
| 2012年 | 《隋唐英雄》               | 竇皇后         |
| 2013年 | 《五台山抗日傳奇之女兵排》 | 絕塵師父       |
| 2013年 | 《五台山抗日传奇之独立连》 | 了塵師父       |
| 2013年 | 《武松》                   | 王婆           |
| 2013年 | 《唐宮燕》                 | 武則天         |
| 2014年 | 《無敵鐵橋三》             | 崔明秀         |
| 2014年 | 《末代皇帝傳奇》           | 隆裕太后       |
| 2015年 | 《隋唐英雄5》              | 武则天         |
| 2015年 | 《金釵諜影》               | 莫芸           |
| 2015年 | 《大玉儿传奇》             | 阿巴亥         |
| 2020年 | 《不完美的她》(網絡劇)     | 袁玲           |
| 2020年 | 《怪你过分美丽》           | 阮荔華         |
| 2021年 | 《上阳赋》                 | 谢贵妃         |
| 2021年 | 《當家主母》(網絡劇)       | 陳曉紅         |
| 2021年 | 《啼笑书香》(2014年拍攝)   | 柳夫人         |
| 2023年 | 《云襄传》(網絡劇)         | 寇颜           |
| 2023年 | 《正好遇见你》(網絡劇)     | 冯韵英         |
| 2023年 | 《微雨燕双飞》(網絡劇)     | 冯嫣           |
| 待播   | 《风月不相关》             |                |

#### 衛視電影台
| 首播   | 劇名     | 角色   |
| ------ | -------- | ------ |
| 2019年 | 《心冤》 | 寶飛鳳 |

### 電視節目嘉賓
- 1986年：棋逢敵手
- 1987年：笑話心中情
- 1988年：生力啤香港競飲大賽1988
- 1989年：妙論講場
- 1991年：樂韻夜風情
- 1995年：花弗新世界
- 1995年：超級無敵獎門人
- 1997年：回到未紅時
- 1998年：運財大贏家
- 2002年：一觸即發
- 2008年：鐵甲無敵獎門人
- 2009年：美女廚房 (第二輯)：巾幗梟雄特別版
- 2010年：千奇百趣香港地
- 2010年：今日VIP
- 2011年：我的2010：巾幗英「紅」
- 2011年：大牌生日會（嚴圪宽生日）
- 2011年：家庭演播室
- 2011年：非常靜距離
- 2011年：型男大主(葉偉信、樊少皇)
- 2012年：今夜有戲（傾世皇妃劇組）
- 2013年：天天向上（唐宮燕劇組）
- 2014年：男左女右
- 2015年：我不是明星
- 2015年：非常靜距離
- 2015年：今晚睇李
- 2016年：我愛香港
- 2016年：Interviu（陳家樂）
- 2017年：Interviu
- 2020年：我就是演员2

### 電台節目
- 2012年：大龍鳳（商業電台深夜節目）
- 2012年：988街头大人物（馬來西亞電台早晨節目）
- 2014年：海琪的天空
- 2017年：舊日的足跡（香港電台第一台節目）

### 廣播劇
- 2015年：《伴我成長》第一集：數字人生 （页面存档备份，存于）聲演軒媽 （香港電台節目《精靈一點》內播出）

### 短片
- 2013年：本可改變的結局

### 舞台劇
- 2013年：戀愛世紀 飾劉梦琼
- 2018年：玻璃動物園

### 音樂錄像
- 2016年：李克勤《一個都不能少》

## 主持作品

### 電視節目
- 1994年：寰宇風情（四驅遨遊昆士蘭）（無綫電視）
- 1997年：永安旅遊話你知：點解馬來西亞咁好玩（無綫電視）
- 2014年： 惠英紅的快樂傳說（澳廣視）

## 獎項及提名
| 年份   | 領獎典禮                     | 獎項                      | 作品                                      | 角色                    | 結果            |
| ------ | ---------------------------- | ------------------------- | ----------------------------------------- | ----------------------- | --------------- |
| 1982年 | 第1届香港電影金像獎          | 最佳女主角                | 《長輩》                                  | 程帶男                  | 獲獎            |
| 2002年 | 第21屆香港電影金像獎         | 最佳女配角                | 《幽靈人間》                              | 松仔母親                | 提名            |
| 2002年 | 第7屆香港電影金紫荊獎        | 最佳女配角                | 《幽靈人間》                              | 松仔母親                | 最後三強        |
| 2003年 | 第40屆金馬獎                 | 最佳女配角                | 《妖夜迴廊》                              | 袁森母親                | 提名            |
| 2004年 | 第9屆香港電影金紫荊獎        | 最佳女配角                | 《妖夜迴廊》                              | 袁森母親                | 最後五強        |
| 2009年 | 萬千星輝頒獎典禮2009         | 最佳女配角                | 《巾幗梟雄》                              | 劉芳（三奶奶）          | 提名            |
| 2009年 | 第46屆金馬獎                 | 最佳女配角                | 《心魔》                                  | 德仔母親                | 獲獎            |
| 2009年 | 第16屆香港電影評論學會大獎   | 最佳女演員                | 《心魔》                                  | 德仔母親                | 獲獎            |
| 2010年 | 第4屆亞洲電影大獎            | 最佳女配角                | 《心魔》                                  | 德仔母親                | 獲獎            |
| 2010年 | 第29屆香港電影金像獎         | 最佳女主角                | 《心魔》                                  | 德仔母親                | 獲獎            |
| 2010年 | 第10屆華語電影傳媒大獎       | 最佳女主角                | 《心魔》                                  | 德仔母親                | 獲獎            |
| 2010年 | 第10屆中國長春電影節         | 最佳女主角                | 《心魔》                                  | 德仔母親                | 獲獎            |
| 2010年 | 第8屆俄罗斯海参崴国际电影节  | 最佳女演員                | 《心魔》                                  | 德仔母親                | 獲獎            |
| 2010年 | 優質華語電影大獎             | 最佳女主角                | 《心魔》                                  | 德仔母親                | 獲獎            |
| 2010年 | 萬千星輝頒獎典禮2010         | 最佳女配角                | 《鐵馬尋橋》                              | 蔣上珠（榮太）          | 最後五強        |
| 2010年 | MY AOD我的最愛頒獎典禮2010   | 我的最愛電視女配角        | 《巾幗梟雄之義海豪情》                    | 楊吳麗嬋 （楊師奶）     | 最後十強        |
| 2011年 | 第48屆金馬獎                 | 最佳女配角                | 《倩女幽魂》                              | 樹妖木姬 （姥姥）       | 最後四強        |
| 2012年 | 第31屆香港電影金像獎         | 最佳女配角                | 《武俠》                                  | 十三娘                  | 提名            |
| 2013年 | 第1屆金箏獎                  | 最佳女配角                | 《結婚那件事》                            | 張科林太太              | 獲獎            |
| 2014年 | 第33屆香港電影金像獎         | 最佳女配角                | 《殭屍》                                  | 楊鳳                    | 獲獎            |
| 2014年 | 第13屆華鼎獎                 | 中國百強電視劇 最佳女配角 | 《唐宮燕》                                | 武則天                  | 最後五強        |
| 2015年 | 第34屆香港電影金像獎         | 最佳女配角                | 《那夜凌晨，我坐上了旺角開往大埔的紅VAN》 | 穆秀英 （神婆英、英姐） | 提名            |
| 2015年 | 第一屆高登艾美獎             | 最佳女主角                | 《我阿媽係黑玫瑰》                        | 鍾沈法婉 （黑玫瑰）     | 最後十強：第9位 |
| 2015年 | HKTVFansClub投票活動         | 最佳女主角                | 《我阿媽係黑玫瑰》                        | 鍾沈法婉 （黑玫瑰）     | 最後六強        |
| 2015年 | HKTV 全年最好的選舉          | 最佳女主角                | 《我阿媽係黑玫瑰》                        | 鍾沈法婉 （黑玫瑰）     | 最後十強        |
| 2015年 | 2015視帝視后投票站           | HKTV 劇集最佳女主角       | 《我阿媽係黑玫瑰》                        | 鍾沈法婉 （黑玫瑰）     | 最後五強        |
| 2017年 | 第2屆德國中國電影節          | 最佳女演員                | 《幸運是我》                              | 謝婉芬                  | 獲獎            |
| 2017年 | 第7屆澳門國際電影節          | 最佳女主角                | 《幸運是我》                              | 謝婉芬                  | 獲獎            |
| 2017年 | 第11屆香港電影導演會年度大獎 | 最佳女主角                | 《幸運是我》                              | 謝婉芬                  | 獲獎            |
| 2017年 | 第12届大阪亚洲电影节         | 亚洲明星大奖              | 《幸運是我》                              | 謝婉芬                  | 獲獎            |
| 2017年 | 第1届馬來西亞金環獎          | 最佳女演員                | 《幸運是我》                              | 謝婉芬                  | 提名            |
| 2017年 | 微博之星2016                 | 微博給力女主角            | 《幸運是我》                              | 謝婉芬                  | 提名            |
| 2017年 | 第11屆亞洲電影大獎           | 最佳女主角                | 《幸運是我》                              | 謝婉芬                  | 提名            |
| 2017年 | 第36屆香港電影金像獎         | 最佳女主角                | 《幸運是我》                              | 謝婉芬                  | 獲獎            |
| 2017年 | 第54屆金馬獎                 | 最佳女主角                | 《血觀音》                                | 棠夫人                  | 獲獎            |
| 2017年 | 第22屆亞洲電視大獎           | 最佳女主角                | 《人間有情：苦瓜的味道》                  | 映姐                    | 獲獎            |
| 2018年 | 第12屆亞洲電影大獎           | 卓越亞洲電影人大獎        | 不適用                                    | 不適用                  | 獲獎            |
| 2018年 | 第六屆十大華語電影           | 年度女演員大獎            | 《血觀音》                                | 棠夫人                  | 獲獎            |
| 2018年 | 第55屆金馬獎                 | 最佳女配角                | 《翠絲》                                  | 安 宜                   | 提名            |
| 2019年 | 第13屆亞洲電影大獎           | 最佳女配角                | 《翠絲》                                  | 安 宜                   | 獲獎            |
| 2019年 | 第二屆最港電影大獎           | 最港女演員                | 《翠絲》                                  | 安 宜                   | 提名            |
| 2019年 | 第38屆香港電影金像獎         | 最佳女配角                | 《翠絲》                                  | 安 宜                   | 獲獎            |
| 2020年 | 萬千星輝頒獎典禮2019         | 最佳女主角                | 《鐵探》                                  | 萬晞華                  | 獲獎            |
| 2020年 | 萬千星輝頒獎典禮2019         | 最受歡迎電視女角色        | 《鐵探》                                  | 萬晞華                  | 提名            |
| 2021年 | 萬千星輝頒獎典禮2021         | 最佳女主角                | 《刑偵日記》                              | 楊碧芯                  | 最後十強        |
| 2021年 | 萬千星輝頒獎典禮2021         | 最受歡迎電視女角色        | 《刑偵日記》                              | 楊碧芯                  | 提名            |
| 2021年 | 萬千星輝頒獎典禮2021         | 最受歡迎電視拍檔          | 《刑偵日記》                              | 楊碧芯、聶山            | 與姜皓文提名    |
| 2022年 | AEG 娛樂人氣王2022           | 最佳女演員（電影）        | 《一路瞳行》                              | 甘笑紅                  | 獲獎            |
| 2025年 | 第20届华表奖                 | 优秀女演员奖              | 《我爱你！》                              | 李慧如                  | 獲獎            |

## 政治立場
2019年11月23日，即2019年區議會選舉前一日，中華人民共和國外交部駐香港特別行政區特派員公署Facebook專頁上載了一條由40多位藝人拍攝的片段，內容主要目的是呼籲用選票向暴力說不。惠英紅為其中一員，其餘藝人為成龍、王祖藍、容祖兒、陳小春、陳雅倫、莫華倫、吳啟華、肥媽、洪祖星、周海媚、陳浩民、翁虹、關禮傑、林俊賢、劉錫明、李國祥、梁競徽、黃子揚、洪天照、莫鎮賢、梁家仁、湯寶如、李霖恩、李耀景、楊明、張柏文、歐靄玲、彭敬慈、文佩玲、蔡淇俊、陳國坤、林漪娸、李美慧、吳毅將、黎瑞恩、何婉盈、黃銘健、莊思敏、莊思明、陳秀麗、顏光興、顏仟汶、林迪安、黃竣鋒、鍾少雄。
惠英紅曾參與支持港版國安法的聯署。